# Gutfeeling Records
Gutfeeling Records ist ein 1993 gegründetes Münchener Independent-Label.

## Geschichte

### Anfänge
Das Label wurde 1993 von Daniel Kappla gegründet. Erster Release war eine 7-Zoll-Single der Band Inpalumbia, mit vier Stücken von deren erstem Demotape. Bis 1999 erschienen nur einige wenige Tonträger, erst mit der Gründung der Inpalumbia-Nachfolge-Band G.Rag y los Hermanos Patchekos nahm das Label wieder an Fahrt auf. Federführend waren neben Kappla Andreas Staebler aka G.Rag, der als Haupt-Künstler und A&R das Label voran brachte und Sascha Schwegeler, der mit der Gestaltung der meisten Albumcover den Look des Labels definierte.
Kappla, Staebler und Schwegeler lebten von 1994 bis 2000 in einer WG in München zusammen und spielten auch in der Anfangsbesetzung der wichtigsten Band des Labels, G.Rag y los Hermanos Patchekos. Das Debütalbum Radio Tijuana (1999) markierte zum einen den Neubeginn von Gutfeeling Records, zum anderen legte es die wichtigsten Pfeiler der Gutfeeling-Idee fest:
- Von den Aufnahmen bis hin zur Covergestaltung und Herstellung wird möglichst viel selbst- und handgemacht.
- Zwar erscheint Musik auch auf CD und digital, am wichtigsten ist immer der Release auf Vinyl.
- Die Qualität des Artworks, die Verarbeitung der Verpackung, die Qualität des Vinyls stehen an erster Stelle.

### Gutfeeling Festival
Ende Oktober 1999 fand das erste Gutfeeling Festival im Kafé Kult (ehemals Kulturstation) im Bürgerpark Oberföhring statt. Es spielten zahlreiche Bands aus dem Gutfeeling-Umfeld wie unter anderem Inpalumbia, Team Dorsch, Analstahl, Trans Love Energy, Mass, Funk Addicts und G.Rag y los Hermanos Patchekosdas. Einige der Konzerte wurden von Regisseur Hagen Keller gefilmt. Das 2013 veröffentlichte Video „Room Service“ der Band Inpalumbia entstammt daraus, ebenso Teile der Dokumentation „Freunde selbstgemachter Unterhaltung“ aus dem Jahr 2007 von Ilona Herbert.

### Schallplattenladen
2003 eröffnete Andreas Staebler in der Münchner Maistraße den Gutfeeling Record Store. Der Label-Katalog von Gutfeeling ist hier erhältlich, ebenso wie andere befreundete Münchner Bands und Labels: Echokammer, Alien Transistor, Trikont etc.

### München 7 & Landlergschwister
2004 veröffentlichte Gutfeeling Records den ersten Teil der Filmmusik der Band G.Rag y los Hermanos Patchekos zur BR-Fernsehserie München 7 unter dem Titel „Musik für München 7“. Die Band wurde dafür 2005 für den Adolf-Grimme-Preis nominiert. Es folgten bis 2012 zwei weitere Teile. Die Band veranstaltete öffentliche Screenings der ersten Folgen der Serie im Münchner Wirtshaus Kilombo. Da in diesem Rahmen unkompliziert und unverstärkt Musik gemacht werden sollte, bildete sich eine Abspaltung von G.Rag y los Hermanos Patchekos, die sich anfangs vor allem auf Blasinstrumente und bayerische Volksmusik stützte, unter dem Namen G.Rag & die Landlergschwister.

### Zusammenarbeit mit Broken Silence
2004 wurde Broken Silence als neuer Vertrieb neben dem Vinylvertrieb durch das Label Hausmusik etabliert. Als Hausmusik 2007 das Vertriebsgeschäft aufgab, hatte Gutfeeling mit Broken Silence einen verlässlichen Vertriebspartner. Bereits 2005 kooperierte Broken Silence mit dem Digitalanbieter Finetunes, der den Gutfeeling-Katalog auf seinerzeit wichtigen Musikplattformen zur Verfügung stellte. 2017 wurde Finetunes von The Orchard gekauft.

### 25 Jahre Gutfeeling: Festival im Feierwerk
Zum 25. Jubiläum im Jahr 2018 wurde gemeinsam mit dem Münchner Veranstalter Club2 und dem Feierwerk e.V.  ein Festival veranstaltet, bei dem 20 Bands auftraten: The Irrigators, Fred Raspail, 4Shades, Leonie singt, DAS Hobos, Federico Sanchez, Murena Murena, G.Rag / Zelig implosion deluxxe, G.Rag y los Hermanos Patchekos, WhåZho, Tom Wu, The Grexits, Analstahl, Sasebo, G.Rag & die Landlergschwister, Hochzeitskapelle, Honkytonk Movement, Les Millionnaires und  Brainy Bob Hobbes.

## Bands auf Gutfeeling Records
Auf Gutfeeling Records wurden u. a. folgende Künstler veröffentlicht:
- Inpalumbia
- G.Rag y los Hermanos Patchekos
- G.Rag & die Landlergschwister
- G.Rag / Zelig implosion deluxxe
- Dos Hermanos
- Walter Rufer
- The Irrigators
- Fred Raspail
- 4Shades
- Franz Dobler
- Leonie singt
- DAS Hobos
- Murena Murena
- Kofelgschroa
- WhåZho
- The Grexits
- Analstahl
- Los Gatillos
- Sasebo
- Kama Aina
- Hochzeitskapelle
- Bärchen und die Milchbubis
- Les Millionnaires
- Puta Madre Brothers
- Brainy Bob Hobbes
- Solo Dos En Tijuana
- Mama Rosin
- Delaney Davidson
- Le Millipede
- Lovebrain and Diskotäschchen